# Jodie Marsh
Jodie Louise Marsh (født 23. december 1978) er en engelsk mediepersonlighed, bodybuilder, kronikør og model. Hun har optrådt i mange tv-serier, såsom Celebrity Big Brother, The Weakest Link, The Kevin Bishop Show og Snog Marry Avoid?. Hun har tidligere medvirket i hendes eget realityshow, Totally Jodie Marsh.